# William Smith (aktor)
William Smith (ur. 24 marca 1933 w Columbii, zm. 5 lipca 2021 w Los Angeles) – amerykański aktor, producent filmowy i scenarzysta. Najbardziej jest znany z roli Anthony’ego Falconettiego w serialu Pogoda dla bogaczy (1976).

## Życiorys

### Wczesne lata
Urodził się w Columbia w Missouri. Potem rodzina przeniosła się do Kalifornii. Od 1942 roku, gdy miał osiem lat, pojawił się w wielu filmach jako niewymieniony w czołówce statysta, między innymi w Duchu Frankensteina (The Ghost of Frankenstein, 1942), Pieśni o Bernadette (The Song of Bernadette, 1943) Henry’ego Kinga z Jennifer Jones, musicalu Spotkamy się w St. Louis (Meet Me in St. Louis, 1944) z Judy Garland.
Po ukończeniu szkoły średniej wstąpił do United States Air Force w czasie wojny koreańskiej, gdzie otrzymał Medal „Purpurowe Serce” za rany odniesione w boju. Uczestniczył też w tajnych misjach National Security Agency nad Rosją. Studiował na Sorbonie w Paryżu, Uniwersytecie Ludwika i Maksymiliana w Monachium i Syracuse University. Ukończył z wyróżnieniem UCLA na wydziale rusycystyki. Opanował pięć języków: angielski, rosyjski, niemiecki, francuski i serbsko-chorwacki.
Trenował amatorsko kulturystykę, boks, lekkoatletykę, futbol amerykański oraz, pod kierunkiem Eda Parkera, sporty walki: kung-fu i kenpō. Grał także w piłkę nożną w Niemczech i brał udział zawodach narciarskich.

### Kariera
Wykładał język rosyjski na UCLA, zanim przerwał pisanie doktoratu na rzecz kariery aktorskiej. Podpisał kontrakt z Metro-Goldwyn-Mayer i był dublerem Lexa Barkera w dramacie kryminalnym The Strange Awakening (1958). Dorabiał jako model reklamując Marlboro, zanim reklamy papierosów przerwano w telewizji. Na planie filmowym pełnił funkcję kaskadera.
Występował regularnie w serialu ABC Asfaltowa dżungla (The Asphalt Jungle, 1961) jako sierżant policji Danny Keller. Jednym z jego pierwszych głównych ról był dobroduszny umięśniony stróż amerykańskiego prawa Joe Riley w seryjnym westernie NBC Laredo (1965–1967). Pojawiał się także gościnnie w seryjnych westernach: ABC Custer (1967) i CBS Gunsmoke (1972) jako zbrodniarz Jude Bonner oraz serialach, m.in.: Columbo (1972), Kung Fu (1973), Hawaii Five-O (1979-80) jako detektyw James „Kimo” Carew, Drużyna A (The A-Team, 1983, 1986), Napisała: Morderstwo (1986), Airwolf (1986), Młodzi jeźdźcy (1991) jako szeryf Ben Turner i Strażnik Teksasu (1995).
Stał się gwiazdą licznych filmów klasy B, grając w komediowym westernie Roberta Aldricha Frisco Kid (1979), filmie sensacyjnym Davida Cronenberga Szybka banda (Fast Company, 1979), komedii Clinta Eastwooda Jak tylko potrafisz (1980), Conan Barbarzyńca (Conan the Barbarian, 1982) jako ojciec Conana czy Czerwony świt (Red Dawn, 1984) jako pułkownik Strelnikov.

## Filmografia

### Filmy fabularne
- 1965: 36 godzin (36 Hours), jako mężczyzna
- 1969: Run, Angel, Run!, jako Angel
- 1969: Na szlaku (Backtrack!), jako Riley
- 1970: Straceńcy (Nam's Angels), jako Link
- 1971: Chrom i gorąca skóra (Chrome and Hot Leather), jako T.J.
- 1973: Ostatni amerykański bohater (The Last American Hero), jako Kyle Kingman
- 1975: Angels Die Hard, jako Tim
- 1975: Ostatni wojownik (The Ultimate Warrior), jako Carrot
- 1976: Scorchy, jako Carl Henrich
- 1977: Ostatni promień blasku (Twilight's Last Gleaming), jako Hoxey
- 1978: Blackjack, jako Andy Mayfield
- 1979: Szybka banda (Fast Company), jako Lonnie 'Lucky Man' Johnson
- 1979: Frisco Kid, jako Matt Diggs
- 1979: Fantastyczna siódemka (Seven), jako Drew
- 1980: Jak tylko potrafisz, jako Jack Wilson
- 1982: Conan Barbarzyńca, jako ojciec Conana
- 1983: Outsiderzy (The Outsiders), jako Store Clerk
- 1983: Rumble Fish, jako oficer Patterson
- 1984: Czerwony świt (Red Dawn), jako pułkownik Strelnikov
- 1985: Niebezpieczna aura (The Mean Season), jako Albert O’Shaughnessy
- 1985: Gorączka hazardu (Fever Pitch), jako Panama Hat
- 1986: Oko tygrysa (Eye of the Tiger), jako Blade
- 1987: Commando Squad, jako Morgan Denny
- 1987: Księżyc w Skorpionie (Moon in Scorpio), jako Burt
- 1988: Miasto żab (Hell Comes to Frogtown), jako kapitan Devlin/hrabia Sodom
- 1988: Kuloodporny (Bulletproof), jako rosyjski major
- 1988: Dowódca plutonu (Platoon Leader), jako major Flynn
- 1988: Maniakalny glina (Maniac Cop), jako kapitan Ripley
- 1989: Wojownicy z Los Angeles (Guerrero del Este de Los Angeles), jako Martelli
- 1989: Terror w dżungli (Jungle Assault), jako generał Mitchell
- 1989: Akcja: Made in USA (Action U.S.A.), jako Conover
- 1989: Z piekła rodem (Hell on the Battleground), jako pułkownik Meredith
- 1989: Imperium popiołu III (Empire of Ash III), jako Lucas
- 1990: Ostateczna rozgrywka (The Final Sanction), jako major Galashkin
- 1990: Kartel (Cartel), jako Mason
- 1991: Brygada siedmiu mieczy (The Roller Blade Seven), jako Faraon
- 1991: Cybernator, jako pułkownik Peck
- 1991: Aniołowie piekieł (The Last Riders), jako Hammer
- 1991: Handlarz żywym towarem (Merchant of Evil), jako Victor Fortunetti
- 1991: Terror w Beverly Hills (Terror in Beverly Hills), jako prezydent
- 1992: Raport Feniksa (A Mission to Kill), jako Boris Catuli
- 1993: Powrót brygady siedmiu mieczy (Return of the Roller Blade Seven), jako Faraon
- 1994: Maverick, jako pokerzysta
- 1997: Rewolwerowiec (The Shooter), jako Jerry Krants
- 1998: Kumple z Wietnamu (No Rest for the Wicked), jako Frank Love

### Seriale TV
- 1960: Pan Szczęśliwy (Mr. Lucky), jako Leland Lamont
- 1964: Perry Mason, jako Andy Witcoe
- 1964: Spotkanie z Alfredem Hitchcockiem, jako Tommy Lad
- 1968: I Dream of Jeannie, jako Turk
- 1969: Lassie
- 1972: Columbo – odc. „Morderca ze szklarni” (The Greenhouse Jungle), jako Ken Nichols
- 1972: Gunsmoke, jako Jude Bonner
- 1973: Kung Fu, jako kpt. Luther Staggers
- 1974: Sierżant Anderson, jako instruktor karate
- 1974: Ulice San Francisco, jako Mickey Sims
- 1975: Gunsmoke, jako Latch
- 1976: Barnaby Jones, jako George Harper
- 1976: Pogoda dla bogaczy, jako Anthony Falconetti
- 1976: Sierżant Anderson, jako Cody
- 1979-80: Hawaii Five-O, jako detektyw James 'Kimo' Carew
- 1983: Drużyna A, jako Jase Tataro
- 1983: Nieustraszony, jako Harold T. Turner
- 1984: Riptide, jako Carter Chapman
- 1984: Strach na wróble i pani King (Scarecrow and Mrs. King), jako Karlo
- 1985: T.J. Hooker, jako R.K. 'Blood' Henderson
- 1986: Drużyna A, jako Dimitri Shasta Kovich
- 1986: Airwolf, jako Steele
- 1986: Napisała: Morderstwo, jako Clyde Thorson
- 1986: Strefa mroku, jako strażnik
- 1987: Airwolf, jako Patterson
- 1988: Paradise, znaczy raj, jako Quincy Bradley
- 1988: Niebezpieczna zatoka, jako Harlan Blake
- 1991: Młodzi jeźdźcy, jako szeryf Ben Turner
- 1994: Na południe (serial telewizyjny), jako Harold Geiger
- 1995: Strażnik Teksasu, jako Silas Quint
- 1999: Nash Bridges, jako Boris Zarkov